# Józef Sylwester Sosnowski

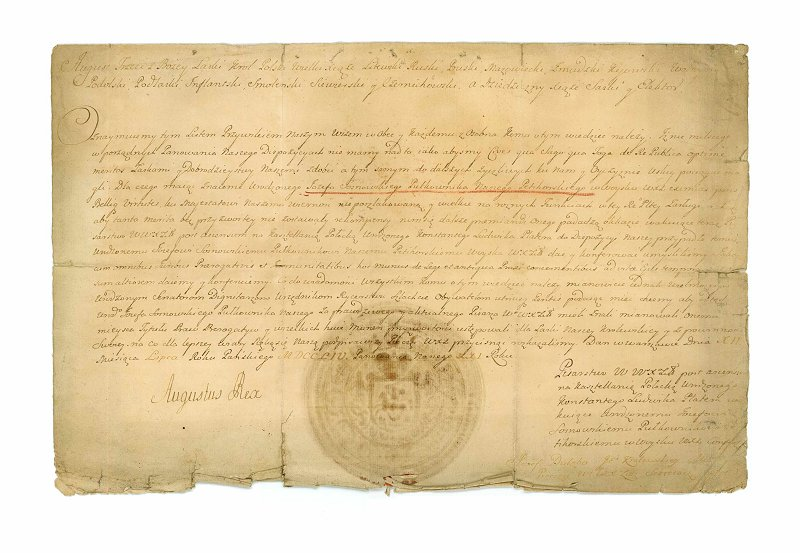
Nominacja na urząd pisarza wielkiego litewskiego dla pułkownika Józefa Sosnowskiego. Rękopis królewski Augusta III Sasa, pieczęć wielka litewska, kanclerz Józef Dulęba, 12 lipca 1754. Kolekcja prywatna Warszawa.

Józef Sylwester Sosnowski herbu Nałęcz (zm. 31 grudnia 1783) – hetman polny litewski od 1775 do 1780, wojewoda smoleński od 1771, wojewoda połocki od 1781, pisarz polny litewski w latach 1764-1771, pisarz wielki litewski w 1754 roku, starosta ratneński w 1772 roku, w latach marszałek sejmu elekcyjnego 1764, konsyliarz Rady Nieustającej w 1775 roku, starosta brzeskolitewski w latach 1759-1770.

## Życiorys
Żonaty z Teklą Despot-Zenowicz, z którą miał dwie córki: Katarzynę i Ludwikę, do której bezskutecznie (z powodu sprzeciwu ojca) zalecał się w 1774 nieznany wtedy jeszcze absolwent Szkoły Rycerskiej Tadeusz Kościuszko. Jego oświadczyny zostały odrzucone przez hetmana słowami: „...synogarlice nie dla wróbla, a córki magnackie nie dla drobnych szlachetków...”
Wybrany posłem chełmskim na sejm w 1754 roku. W 1756 roku wybrany posłem litewskim na sejm z Inflant. Poseł litewski na sejm 1758 roku z województwa inflanckiego. Poseł na sejm nadzwyczajny  1761 roku z ziemi bielskiej. Jako poseł ziemi bielskiej 29 kwietnia 1761 roku zerwał sejm nadzwyczajny. Poseł na sejm 1762.  
Był marszałkiem województwa brzeskolitewskiego w  konfederacji generalnej Wielkiego Księstwa Litewskiego w 1764 roku  i posłem tego województwa na sejm konwokacyjny 1764 roku. Był konsyliarzem konfederacji generalnej 1764 roku. Jako duktor województwa brzeskolitewskiego był elektorem Stanisława Augusta Poniatowskiego w 1764 roku z województwa brzeskolitewskiego. Poseł z województwa brzeskolitewskiego na sejm koronacyjny 1764 roku. Członek Komisji Wojskowej Wielkiego Księstwa Litewskiego w 1764 roku.  W 1766 roku był posłem na Sejm Czaplica z województwa brzeskolitewskiego. Był członkiem konfederacji radomskiej 1767  roku. W załączniku do depeszy z 2 października 1767 roku do prezydenta Kolegium Spraw Zagranicznych Imperium Rosyjskiego Nikity Panina, poseł rosyjski Nikołaj Repnin określił go jako posła właściwego dla realizacji rosyjskich planów na sejmie 1767 roku za którego odpowiada król, poseł ziemi chełmskiej na sejm 1767 roku.  23 października 1767 wszedł w skład delegacji sejmu, wyłonionej pod naciskiem posła rosyjskiego Nikołaja Repnina, powołanej w celu określenia ustroju Rzeczypospolitej.
Na Sejmie Rozbiorowym 1773-1775  został wybrany przez króla Stanisława Augusta Poniatowskiego do Rady Nieustającej. Członek konfederacji Andrzeja Mokronowskiego w 1776 roku.
Rodzinna siedziba Sosnowskich znajdowała się w Sosnowicy i obecnie z całego założenia dworskiego zachowała się jedynie jedna oficyna.
W 1762 odznaczony Orderem Orła Białego.
W 1765 został kawalerem Orderu Świętego Stanisława.